# Germán mitológia
A germán népek hagyományai és mítoszai vándorlásaik alatt gyarapodtak, magukba olvasztva a görög, római (és ezáltal a hellenisztikus) hitvilág egyes elemeit. Szokásaik ma is élnek a germán nyelveket beszélő országokban. A szájhagyomány útján terjedő legendákat két mű foglalja össze: a verses és a prózai Edda. Az előbbi eredete nem ismert, másolások révén maradt fent. A prózai Edda a XIII. században keletkezett; írója Snorri Sturluson, híres költő, tudós és államférfi. E két mű kiegészíti egymást, helyreállítható belőlük az északi germánok mondavilága. A későbbiek során több különböző feldolgozás is született a legendák egyes részeiből, mint az Arthur- és Nibelung-mondakör.

## A világ teremtése

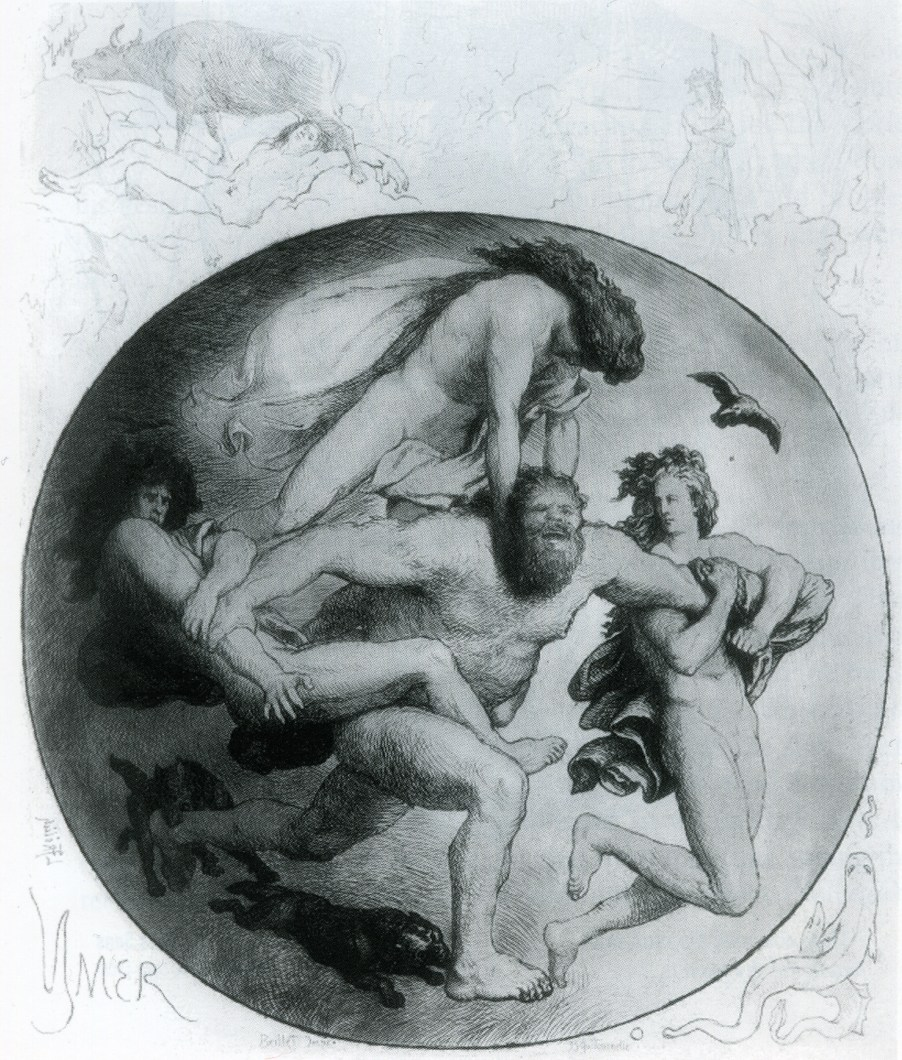
Ódin, Vile és Vé megölik Ymirt, hogy megteremtsék a világot

A kezdeti semmiben, amikor a világ még csak egy hatalmas szakadékból állt (Ginnungagap, a tátongó űr), alakult ki a jég és köd (Niflheim), valamint a tűz (Muspell) országa. Niflheimben keletkezett Ymir, az óriás, valamint Audumbla, a hatalmas tehén. Ymir alvás közben izzadni kezdett és hónaljából egy nő és egy férfi bújt elő, akik később gonosz óriásokat nemzettek. Később egy Bor nevű óriás unokájaként született meg Ódin. Ő és testvérei megölték Ymirt, és megteremtették belőle a világot. Testéből lett a termőföld, koponyájából az ég, véréből a folyók és tengerek, csontjából a hegyek, hajából a fák, bokrok, fogaiból pedig sziklák. Muspellből szikrákat fogtak és felhajították az égre; ezek a csillagok. Az Ymir testéből előbújt törpék a Föld négy sarkán állnak, akik az eget tartják: Észak, Dél, Kelet és Nyugat.

### Az ember
Mikor Ódin és társai a tengerparton sétáltak, megláttak két fatörzset, és ezekből megteremtették az embert. Ódin életet adott; Loki megformálta arcukat, látni, hallani és beszélni tanította; Haenir értelmessé tette és járni tanította őket. Így született az első emberpár, Embla (szilfa) és Askr (kőrisfa), tőlük származik minden ember.

## A világfa

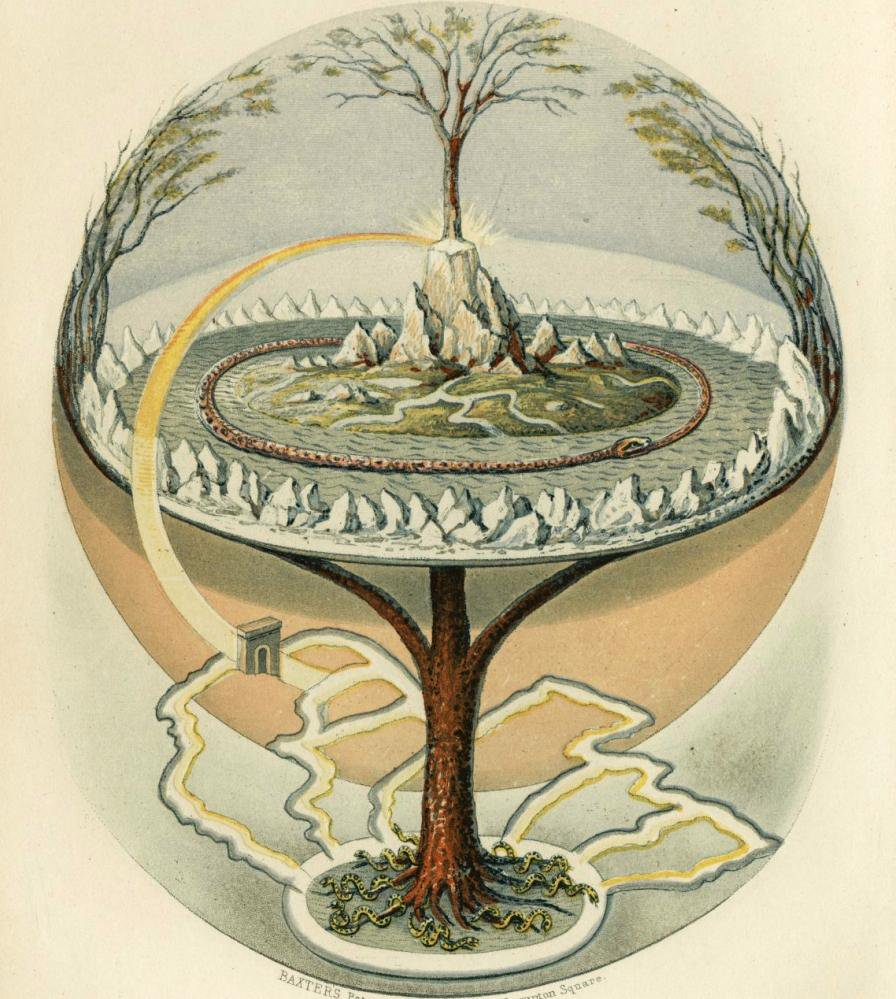
Yggdrasil-fa

Az Edda szerint a hatalmas kőris, az Yggdrasil-fa alkotja a világot. Gyökerei a mélybe nyúlnak, köztük megszámlálhatatlan kígyó nyüzsög. Egyik gyökere az Alvilágba nyúlik, Mimir óriás kútjáig, mely a bölcsesség forrása. Másik gyökere az örök fagy birodalmáig, Niflheimig ért el, északra. A harmadik pedig Azgardba nyúlt, az istenek lakóhelyéig. Az Yggdrasil lombján, melyen a felhők fészkelnek, egy sas ül, törzsén mókus szaladgál, és továbbítja a sértéseket a sas és Nidhögg között. A fa, melynek lombjáról egy szarvas legel és tövében az emberek világa van, pusztulásra van ítélve. A gyökereit Nidhögg sárkány rágja. Mikor a fa elpusztul, eljön a világvége. De amíg Yggdrasil elég vizet kap, nincs ok aggodalomra. Az öntözéséről három félistennő, Norna gondoskodik: Urd, a múlt, Verdandi, a jelen és Skuld, a jövő.
A fa ágain mindenki kényelmesen elfért. Középső ágain az emberek, a legfelső ágain az istenek élnek. A Földön, Midgardban laknak az emberek, Azgardban az istenek és  Jötunheimben az óriások. Midgard és Azgard egy szivárvánnyal van összekötve. Ezt a hidat az istenek építették és a valkűrök kísérik át rajta a hősi halottakat az istenek világába.

### Azgard
Azgard az istenek otthona, központi épülete a Valhalla. Ide jutnak a hősi harcban elesett férfiak, akik hajnaltól napestig gyakorolhatják harcművészetüket. Bőségben mulatozhatnak, bőven van számukra étel és ital.

## Az istenek
Az istenek két nemzetségre oszthatók, Ászok és Vánok, melyek régen harcban álltak egymással. Az Ász-istenek között Tyr, Odin és Thor a legjelentősebb, a Vánok között pedig Freyr és Freyja.

### Odin (Wotan)
A mindenható Odin az Ász-istenek királya, a leghatalmasabb mind között. Fél szemét elvesztette, viszont így ihatott Mimir kútjából, ezért ő a legbölcsebb isten. Ódin a boron kívül semmi más ételt nem vesz magához. Uralkodásában állatai segítik. Szleipnir, nyolc lábú csataménje, mely az égen is képes szaladni; Hugin és Munin (Gondolat és Emlékezet), két hollója, akik a híreket szállítják; és két farkasa, Geri és Freki (Kapzsi és Falánk). A világ pusztulásakor Fenrir, a farkas végez vele.

### Frigg

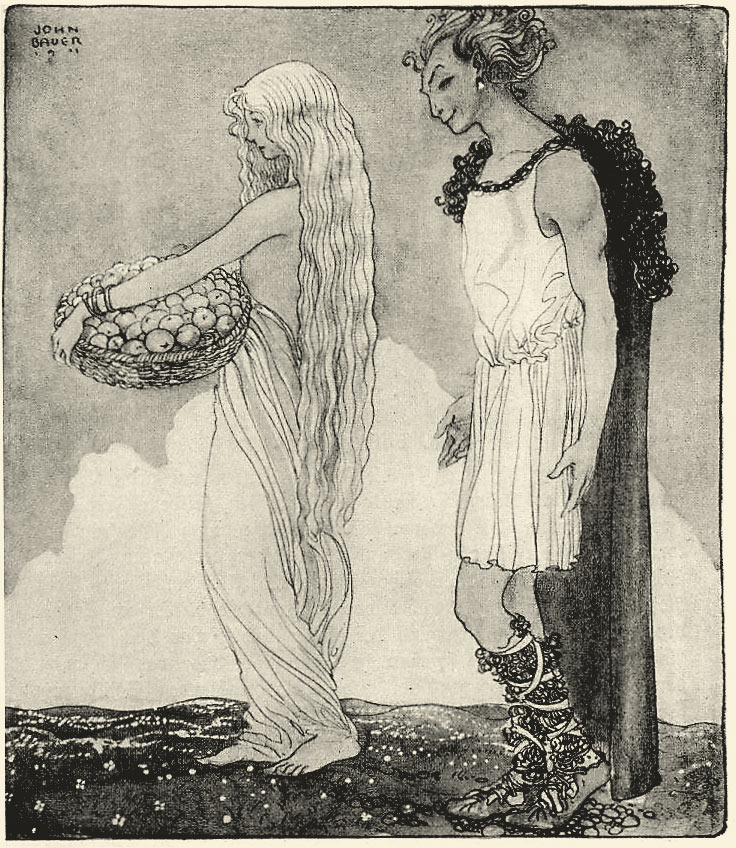
Loki és Idun (John Bauer festménye)

Odin felesége, a házasság védelmezője. Ő az anyja Baldrnek. Odinnak rajta kívül más istennőktől is született gyermeke. A görög hitvilág Hérájához hasonló.

### Loki
A ravasz Loki eredetileg óriás, bár a többi isten is eredendően az, hisz ők is Jötunheimből jöttek, Óriásországból, csupán arról van szó, hogy néhány, sokkal kevésbé ismert ok miatt Loki magányosan, egyedül járta útját. Ő a tűzisten, az örök bajkeverő. Nagyon okos és veszélyes, az istenek sokszor kerültek bajba miatta, mert az óriásoknak is segít. Ettől függetlenül nem mondható egyértelműen gonosz istennek, mert fontos szerepe volt az első emberek megteremtésében és az ázok nemegyszer neki köszönhetően menekültek meg, csavaros eszét éppúgy használta megsegítésükre, mint az ellenük szegülésre.
Három gyermeke született egy Angrboda nevű óriásnőtől. Fenrir, a farkas, Azgardban nőtt fel. Olyan vad volt, hogy csak a vitézségéről  híres Tyr háborúisten, Odin harcokon edzett merész fia mert ételt vinni neki. Pedig a nornák megjósolták, hogy ő okozza a világvégét. Ahogyan nőtt, mind nehezebb volt számára olyan láncot készíteni, amit el ne szakított volna. Az istenek a törpökhöz folyamodtak segítségért, akik macskalépte zajából, asszonyszakállból, szikla-gyökérből, halleheletből, madárköpetből, és medve inából elszakíthatatlan láncot kovácsoltak. Fenrir beleegyezett a pórázcserébe, de csak egy feltétellel, ha valaki a kezét fogai közé teszi. A művelet sikeres volt, bár Tyr örökre elvesztette egyik karját.
Loki másik gyermeke Hél, az alvilág félig élő, félig holt úrnője. Messze északon telepedett le, ahol megkapta saját birodalmát, Helheimet, a halál országát, ahova az "ágyban, párnák között" elhunytak lelkei kerültek.
A harmadik pedig  Jörmungand, a világkígyó, aki a Midgard körüli tenger fenekén él, miután Odin lehajította az égből, és testével körbeveszi az egész világot úgy, hogy mikor körbeér, szája a farkába harap. A Ragnarök idején ő is az istenek ellen vonul, csakúgy, mint a többi szörny, óriás, az Alvilág rémei…
Loki Baldr gyilkosa is, bár nem ő maga végzett az istennel, ő csak a vak isten, Hödur kezébe adta a fagyöngyöt, és irányította abban, hogy eltalálja vele Baldr-t; ezért és más bűneiért az istenek elfogták, és egy hatalmas sziklához láncolták. Feje fölé Skadi tett egy mérget csöpögtető kígyót. A férje arcára hulló, maró cseppeket azóta hűséges felesége, Sigyn kis tálkában felfogja. A tál időről időre megtelik. Akármilyen gyorsan üríti ki, néhány csepp mindig Loki arcára csöpög. A fájdalmában vergődő Loki meg-megremegteti a földet…

### Thor (Dorner)
Ódin és korábbi feleségének, a Föld istenasszonyának fia, a viharok, mennydörgés, eső és az időjárás istene. Fogatát két bakkecske vonja, Fogvicsorgató és Fogcsikorgató, melyeket megehet, és ha bőrüket, csontjukat meghagyja, másnapra feltámadnak. Kalapácsa, a Mjölnir, amit belevághatott a legkeményebb kőbe, vasba, soha ki nem csorbult, és ha elhajította, mindig visszatért a kezébe. Thór csodás öve megsokszorozza erejét, kesztyűje vasból van, amit akkor húz fel, ha  kalapácsával ütni akar. Így ő a legerősebb isten. Thor felesége Sif, akivel a világ legnagyobb palotájában, (a Villogó-ban) él, melynek 540 szobája van. Thor két kísérője, Thjálfi és Röskva hűségesen szolgálják urukat. Thjálfi a tiltás ellenére, Loki tanácsára a kecskék csontjának velőjét is kiszopogatta, mikor az egy gazda vendégül látta őket éjszakára. Így az egyik kecske sántítani kezdett, ezért büntetésül követniük kellett őt.
Nevéből származik az angol Thursday (csütörtök), valamint a német "Donnerstag" (szintén csütörtök) szó.

### Tyr (Ziu)
Tyr a hadisten. Az angol nevéből származik az angol Tuesday (kedd) szó. Csak ő volt elég bátor ahhoz, hogy a Fenrir farkas szájába tegye a kezét, amikor azt csellel megkötözték. Ennek ára azonban az ő jobb karja volt. A Ragnarök (világvége) alkalmával megöli Garmot, de a tőle kapott sebekbe belehal.
Mint a legbecsületesebb, ő elnököl az isteni thingben, és ő a földi thing-gyűlések pártfogója. Hozzá fordultak szerződés- és házasságkötéskor, s neki mutattak be áldozatot a törvényszegők és a hadifoglyok.

### Baldr

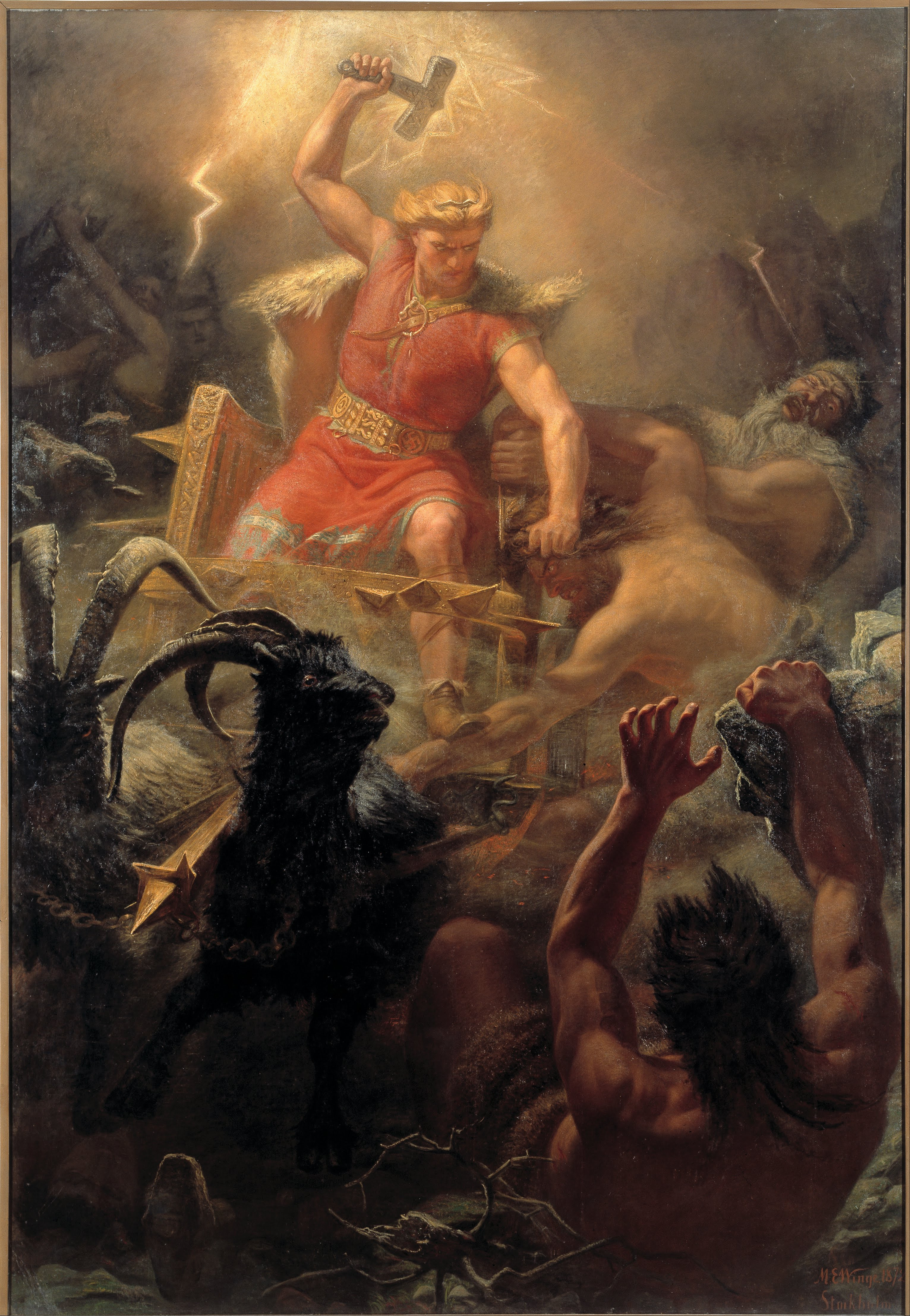
Thór, bakkecske-fogatával

A fenséges Baldr a fény istenalakja. Az Edda szerint tiszta ragyogásához semmi rossz nem férhet. Baldr egy éjszaka rémálmot látott. Mivel az istenek nem tudták megfejteni jelentését, Ódin felkeresett egy alvilágbeli jósnőt, az ősöreg Völvát, aki elmondta, hogy Baldr meg fog halni, gyilkosa pedig a vak Hödur lesz. Frigg, Baldr anyja megesketett mindent és mindenkit: nem fogja bántani Baldrt. Azonban a fagyöngyöt nem tartotta fontosnak megesketni. Amikor ezt Loki megtudta, elment, kihúzta a fagyöngyvesszőt, és Hödurral Baldrre dobatta. Így a jóslat beteljesült, Baldr meghalt, és az istenek mélyen gyászolták. Testét égő máglyára téve a tengerre bocsátották. Felesége, Nanna is követte férjét a máglyán. Ódin, mielőtt vízre bocsátották volna a bárkát, fia fülébe súgott valamit, de senki nem tudja, hogy mit. Az istenek később váltságdíjat ajánlottak fel az alvilágnak, hogy visszanyerjék társukat, Hél bele is egyezett visszatérésébe, ha az élők és az élettelenek mind megsiratják az elhunytat. Ám Thökk, az óriáslány, aki nem volt más, mint Loki, a Bajszerző és Romboló, nem volt hajlandó Baldrt megsiratni, ezért Baldr nem jöhetett vissza.

### Heimdall
Az Ász-istenek egyike. "Kilenc anyától született, kilenc nővértől" – talán kilenc hullámot jelent, de lehet, hogy Ægir óriás lányaira vonatkozik, Snorri Sturluson Ódin fiának nevezi. A Bifröst hídnál áll őrt, palotája, Híminbjörg, a híd végénél áll. Érzékszervei rendkívül kifinomultak: hallja a fű és a birka gyapjának növekedését, és száz mérföldre ellát. Alvásra sincs szüksége, sosem hagyja el posztját. A vánokhoz hasonlóan képes a jövőbe látni.
A Ríg-vers szerint egyszer Heimdall Ríg néven járta a világot, eközben három nővel három fiút nemzett – tőlük származnak a szolgák, a parasztok és a nemesek.
A világvége (Ragnarök) eljövetelekor megfújja kürtjét, a Gjallarhornt, ezzel szólítva harcba az isteneket, a valkűröket és a csatában elesett hősök szellemeit (einherjar). Az utolsó csatában ősellenségével, Lokival csap össze, és kölcsönösen megölik egymást.

### Freyja
Freyja az élet és a halál, a szerelem és a harc, a termékenység és a varázslat istennője. Otthona Folkvangar, ahol azok az elesett vitézek egyik fele kap örök szállást. Freyja képes alakot változtatni, sólyomköpenye segítségével, és macskák vonta hintóján közlekedik. Férje, Ódur korán elhagyta. Freyja, aki bánatában aranykönnyeket hullatott, bejárta érte az egész világot.
Freyja ("úrnő") Njörd tengeristen lánya és Freyr húga.
A germán istenek két ága közül a Vánokhoz tartozott. Az egyik háború után az Odin által vezetett fiatalabb ászok a vánok helyébe léptek. A két fél békekötésekor Freyr és Freyja Ázgardba költözött, és a barátság zálogául az Ázokkal éltek. A Vánok egyik papnőjeként az Ászokat oktatta. Freyja legféltettebb kincse a Brising-nyakék, amelyért szerelemmel fizetett az ékszert készítő négy törpének. A történteket azonban Loki elárulta Ódinnak. Loki, Ódin parancsára, légy képében beszállt Freyjához, és ellopta az ékszert. Ezt követően Freyja csak bizonyos feltételek árán kaphatta vissza a nyakláncot. Mint a valkűrök vezetője, minden csata végén osztozkodik a főistennel az elesett hősökön. Ódin vitézei a Valhallába kerülnek, Freyja hősei pedig az ő csarnokában, a Sessrumnirba. A gyönyörű Freyja sokakban ébresztett vágyat: őt kérte feleségül Trym déróriás az ellopott Mjölnirért, Thor kalapácsáért cserébe, és az ő kezét kívánta fizetségül az a déróriás, aki vállalta, hogy hat hónap alatt felépíti Ázgárd falait.

### Freyr
Njördr fia, termékenységisten: a napfény és a növényzet istene. Békehozó, a háborúnak nem volt barátja

### Thökk (Þökk) (ónorvégul: "köszönöm")

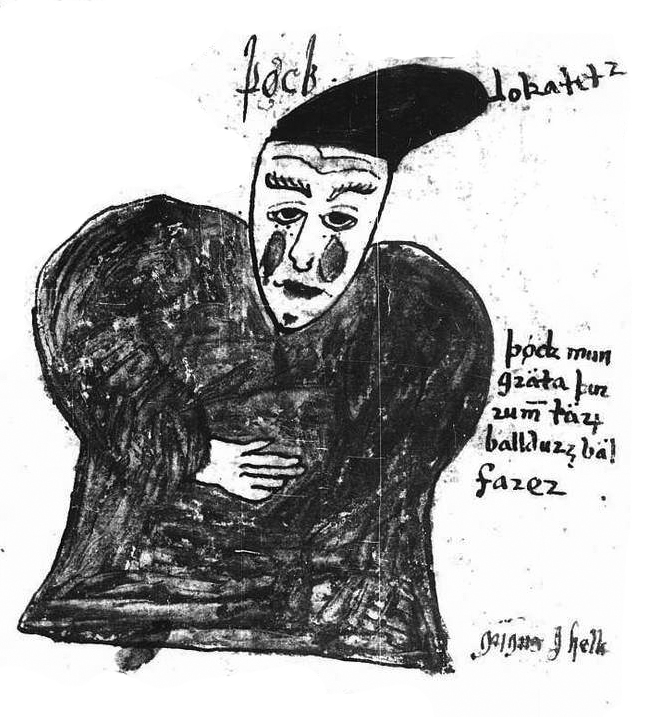
Egy 17. századi illusztráció Thökk -ről, egy izlandi kéziratból.

Feltételezhető, hogy ő Loki álruhában, aki nem hajlandó sírni a megölt Baldr-ért, így kényszerítve őt, hogy a pokolban maradjon. Miután Baldr-t megölték, Hermóðr ellovagolt a pokolba. A pokol istennője Hél úgy döntött, hogy Baldr visszatérhet az élők közé, ha az istenek és a halandók együtt sírnak érte. Ezért az Ázok követeket küldtek a világ minden tájára, hogy mindenki sirassa, de: "Miután a hírvivők hazamentek, mivel jól végezték küldetésüket, találtak egy barlangot, ahol egy óriásnő ült, aki Thökk-nek nevezte magát. Imádkoztak neki, hogy segítsen visszahozni Baldr-t, erre ő azt mondta: 
"Thökknek nincs könnye, se gyásza;

Baldurt nem bánja.

Nekem nem használt se élve, se holtan,

Hél tartsa meg ami az övé."      

Feltételezések szerint az óriásnő Loki volt, Laufey fia, aki a legtöbb gonoszságot okozta az Ázoknak. 